# Ibrahim Mustapha
Ibrahim Mustapha (Tamale, 18 giugno 2000) è un calciatore ghanese, attaccante del Vojvodina.

## Carriera
Nel gennaio del 2020 è approdato in Europa, alla Stella Rossa, che lo ha aggregato al proprio settore giovanile. Nel mese di luglio è stato ceduto in prestito allo Zlatibor Čajetina, in massima serie, ma a dicembre il prestito è stato interrotto. Da febbraio a dicembre del 2021 ha giocato in prestito al Radnički S. Mitrovica, in seconda divisione. Nel febbraio del 2022 è passato in prestito al Novi Pazar, tornando così a giocare in massima serie. Rientrato alla base, il 10 luglio 2022 ha esordito con la Stella Rossa, nell'incontro di Superliga vinto 4-0 contro il Radnički Niš.

## Statistiche

### Presenze e reti nei club
Statistiche aggiornate al 9 settembre 2022.
| Stagione                     | Squadra                      | Campionato                   | Campionato | Campionato | Coppe nazionali | Coppe nazionali | Coppe nazionali | Coppe continentali | Coppe continentali | Coppe continentali | Altre coppe | Altre coppe | Altre coppe | Totale | Totale | Totale |
| Stagione                     | Squadra                      | Comp                         | Pres       | Reti       | Comp            | Pres            | Reti            | Comp               | Pres               | Reti               | Comp        | Pres        | Reti        | Pres   | Reti   |        |
| ---------------------------- | ---------------------------- | ---------------------------- | ---------- | ---------- | --------------- | --------------- | --------------- | ------------------ | ------------------ | ------------------ | ----------- | ----------- | ----------- | ------ | ------ | ------ |
| lug.-dic. 2020               | Zlatibor Čajetina            | SL                           | 5          | 0          | CS              | 0               | 0               |                    | -                  | -                  |             | -           | -           | 5      | 0      |        |
| feb.-giu. 2021               | Radnički S. Mitrovica        | 1L                           | 13         | 2          | CS              | -               | -               |                    | -                  | -                  |             | -           | -           | 13     | 2      |        |
| lug.-dic. 2021               | Radnički S. Mitrovica        | 1L                           | 19         | 7          | CS              | 1               | 0               |                    | -                  | -                  |             | -           | -           | 20     | 7      |        |
| Totale Radnički S. Mitrovica | Totale Radnički S. Mitrovica | Totale Radnički S. Mitrovica | 32         | 9          |                 | 1               | 0               |                    | -                  | -                  |             | -           | -           | 33     | 9      |        |
| feb.-giu. 2022               | Novi Pazar                   | SL                           | 8+9        | 1+3        | CS              | 1               | 0               |                    | -                  | -                  |             | -           | -           | 18     | 4      |        |
| 2022-2023                    | Stella Rossa                 | SL                           | 6          | 0          | CS              | 0               | 0               | UCL+UEL            | 3+0                | -                  |             | -           | -           | 9      | 0      |        |
| Totale carriera              | Totale carriera              | Totale carriera              | 58         | 13         |                 | 2               | 0               |                    | 3                  | 0                  |             | -           | -           | 63     | 13     |        |